# Wapen van Middelharnis

Wapen van Middelharnis

Het eerste wapen van Middelharnis werd op 24 juli 1816 bij besluit van de Hoge Raad van Adel aan de Zuid-Hollandse gemeente Middelharnis in gebruik bevestigd. In 1908 is het wapen gewijzigd. Na een gemeentelijke herindeling in 1966, waarbij Nieuwe-Tonge, Sommelsdijk en Stad aan 't Haringvliet aan de gemeente werden toegevoegd, is het wapen opnieuw gewijzigd. Sinds 1 januari 2013 valt Middelharnis onder de gemeente Goeree-Overflakkee. Het wapen van Middelharnis is daardoor komen te vervallen. In het wapen van Goeree-Overflakkee zijn geen elementen uit het wapen van Middelharnis overgenomen.

## Blazoenering

### Eerste wapen (1816)
De blazoenering van het wapen luidde als volgt:
Van lazuur, beladen met den ridder St.Joris den draak doorstekende, alles van goud.
De heraldische kleuren in het wapen zijn lazuur (blauw) en goud (geel). Dit zijn de rijkskleuren. De beschrijving is incorrect: het is niet St. Joris, maar de aartsengel Michaël die op het schild wordt afgebeeld, zie onder Geschiedenis.

### Tweede wapen (1908)
De blazoenering van het wapen toegekend op 23 oktober 1908 luidde als volgt:
Een schild van zilver, beladen met een borstharnas met dijstukken van azuur.
De heraldische kleuren in het wapen zilver (wit) en azuur (blauw).

### Derde wapen (1966)
De blazoenering van het wapen toegekend op 10 augustus 1966 luidde als volgt:
Doorsneden, I gedeeld; a.; in goud een dwarsbalk van sabel, waaroverheen een van sabel en zilver geschakeerd St. Andrieskruis; b.; in keel een goud getongde, genagelde en gekroonde leeuw van zilver. II in azuur een dwarsbalk van goud. Over alles heen een hartschild van azuur, geflankeerd van zilver en beladen met een borstharnas met dijstukken eveneens van zilver. Het schild gedekt met een gouden kroon van drie bladeren en twee paarlen.
De heraldische kleuren in het wapen zijn goud (geel), sabel (zwart), zilver (wit), keel (rood) en azuur (blauw). Het schild is gedekt met een gravenkroon.

## Geschiedenis

Heerlijkheidswapen uit 1696
Het wapen uit 1816
Het wapen uit 1908

De vrije en hoge heerlijkheid Middelharnis heette oorspronkelijk Sint Michiel in Putten. De oorspronkelijke bedijking was door de abt van het klooster Sint Michel in Antwerpen begonnen en het dorp dat hier werd gesticht kreeg deze naam van het klooster toebedeeld. De beschrijving door de HRvA is op dit punt fout: het is niet Sint Joris, maar de aartsengel Michael die op het wapen wordt afgebeeld. Bakker vermeldt het wapen als alternatief wapen voor Middelharnis in 1799. Sint Michaël houdt op dat wapen een schild in de hand met daarop een gebroken harnas, dus eigenlijk het tweede wapen van Middelharnis.
Het tweede wapen, met het harnas, is bekend sinds 1673 en werd ook aangegeven in het Manuscript Beelaerts van Blokland. Bakker vermeldt het als wapen voor Middelharnis in 1799, met als kleuren goud op blauw.
In het derde wapen is het oude heerlijkheidswapen van Middelharnis met een iets gewijzigde kleurstelling als hartschild geplaatst op een schild met daarop de wapens van de familie Van Aerssen, die in bezit was van de heerlijkheid Sommelsdijk (Ia); de leeuw uit het wapen Van Bronckhorst, lange tijd ambachtsheren van Stad aan het Haringvliet (Ib); en het wapen van Nieuwe-Tonge (II).

## Verwante wapens

Het wapen dat werd gevoerd door o.a. Cornelis van Aerssen van Sommelsdijck
Het wapen van Nieuwe-Tonge
Het wapen van het geslacht Van Bronckhorst